# Andrei Istrate
Andrei Istrate (n. 15 martie 2002, Hațeg, România) este un fotbalist român, care joacă pe post de atacant la Jiul Petroșani în Liga a III-a.